# Carl Edvard Böök
Carl Edvard Böök, född den 15 juli 1829 i Norrtälje, död den 9 april 1897 i Stockholm, var en svensk jurist. 
Böök blev 1848 student vid Uppsala universitet, där han avlade hovrättsexamen 1852 och kameralexamen samma år. Han blev auskultant i Svea hovrätt samma år, extra ordinarie notarie där 1853 och vice häradshövding 1858. Böök upprätthöll borgmästarebefatting i ett år och två månader samt tjänstgjorde som adjungerad ledamot i hovrätten i omkring sex år. Han blev ordinarie notarie 1864, assessor 1872 och hovrättsråd 1882. Böök beviljades avsked 1894. Han blev riddare av Nordstjärneorden 1883. Böök vilar på Norra begravningsplatsen utanför Stockholm.